# Alexandru Deaconu
Alexandru Deaconu (n. 3 martie 1972 la București, România) este un arbitru român de fotbal. A debutat în Divizia A la data de 11 septembrie 2000, când a condus la centru un meci dintre Astra Ploiești și FC Universitatea Craiova. Este arbitru FIFA din 2005, primul său meci internațional fiind între FK Khazar Lankaran și Nistru Otaci, în preliminariile Cupei UEFA, la 28 iulie 2005.
A condus două derbiuri Steaua-Dinamo, un meci Dinamo-Rapid și două întâlniri dintre Rapid și Steaua. La un duel între ultimele două, la 20 martie 2008, meci disputat pe stadionul Giulești, Deaconu a fost lovit în cap cu o brichetă aruncată din tribună și a decis oprirea întâlnirii, Steaua câștigând la masa verde cu 3-0.
Pentru gestul de a opri meciul, Deaconu a fost premiat de președintele României, Traian Băsescu, cu Ordinul Meritul Sportiv, pentru "merite în combaterea violenței în sport".
De asemenea a fost și jucător de Divizia A făcându-și junioratul la Steaua București în sezonul 1988-1989, apoi a jucat la Oțelul Galați în sezonul 1991-1992, apoi pe finalul carierei la Steaua Mizil între 1992-1994.   